# New Brunswick Hawks
I New Brunswick Hawks sono stati una squadra di hockey su ghiaccio dell'American Hockey League con sede nella città di Moncton, nella provincia del Nuovo Brunswick. Nati nel 1978 e sciolti nel 1982, nel corso degli anni sono stati affiliati alle franchigie dei Toronto Maple Leafs e dei Chicago Blackhawks.

## Storia
I New Brunswick Hawks furono creati nel 1978 e si iscrissero alla American Hockey League (AHL), divenendo il farm team delle franchigie dei Chicago Black Hawks e dei Toronto Maple Leafs. Ognuna delle due squadre deteneva il 50% della squadra. Nel 1980, con la speranza di lasciare più spazio ai giocatori del proprio roster, il proprietario dei Leafs Harold Ballard decise di creare un altro farm team nella Central Hockey League, tuttavia l'esperienza dei Cincinnati Tigers durò solo una stagione.
Nel corso della loro esistenza gli Hawks, oltre a due titoli divisionali e un primo posto nella stagione regolare, si sono aggiudicati un'edizione della Calder Cup nella stagione 1981-82 superando in finale i Binghamton Whalers per 4-1.
Nell'estate del 1982 la proprietà dei Black Hawks si ritirò dalla franchigia lasciando la possibilità ai Maple Leafs di creare a St. Catharines un nuovo farm team di loro proprietà, i St. Catharines Saints. I Buffalo Sabres inizialmente cercarono di bloccare la creazione della nuova squadra poiché avrebbe creato concorrenza nel loro bacino d'utenza; alla fine di alcune trattative fu dato da parte loro il via libera ai Maple Leafs. Nello stesso anno dopo una riunione dei proprietari della AHL la squadra NHL degli Edmonton Oilers acquistò una franchigia AHL e decise di creare i Moncton Alpines per sostiruire i New Brunswick Hawks.

### Affiliazioni
Nel corso della loro storia i New Brunswick Hawks sono stati affiliati alle seguenti franchigie della National Hockey League:
- Toronto Maple Leafs: (1978-1982)
- Chicago Blackhawks: (1978-1982)

## Record stagione per stagione
| New Brunswick Hawks |       |    |    |    |    |     |     |     |    | |
| 1978-79             | North | 80 | 41 | 29 | 10 | 92  | 315 | 288 | 2° | perde 1º turno (Nova Scotia) 2-3                                                                     |
| 1979-80             | North | 79 | 44 | 27 | 8  | 96  | 325 | 271 | 1° | vince 1º turno (Adirondack) 4-1 vince semifinali (Maine) 4-2 perde Calder Cup (Hershey) 2-4          |
| 1980-81             | North | 80 | 37 | 33 | 10 | 84  | 317 | 298 | 2° | vince 1º turno (Nova Scotia) 4-2 perde semifinali (Maine) 3-4                                        |
| 1981-82             | North | 80 | 38 | 21 | 11 | 107 | 338 | 227 | 1° | vince 1º turno (Adirondack) 3-2 vince semifinali (Nova Scotia) 4-1 vince Calder Cup (Binghamton) 4-1 |

## Record della franchigia

### Singola stagione
Gol: 47  Rocky Saganiuk (1978-79)
Assist: 82  Mike Kaszycki (1981-82)
Punti: 118  Mike Kaszycki (1981-82)
Minuti di penalità: 304  Mel Hewitt (1980-81)

### Carriera
Gol: 73  Bruce Boudreau
Assist: 133  Bruce Boudreau
Punti: 206  Bruce Boudreau
Minuti di penalità: 423  Mel Hewitt
Partite giocate: 218  Lowell Loveday

## Palmarès

### Premi di squadra
- Calder Cup: 1

1981-1982
- F. G. "Teddy" Oke Trophy: 2

1979-1980, 1981-1982

### Premi individuali
- Dudley "Red" Garrett Memorial Award: 1

Darryl Sutter: 1979-1980
- Eddie Shore Award: 1

Dave Farrish: 1981-1982
- Fred T. Hunt Memorial Award: 1

Mike Kaszycki: 1981-1982
- Harry "Hap" Holmes Memorial Award: 1

Bob Janecyk e Warren Skorodenski: 1981-1982
- John B. Sollenberger Trophy: 1

Mike Kaszycki: 1981-1982
- Les Cunningham Award: 2

Rocky Saganiuk: 1978-1979
Mike Kaszycki: 1981-1982